# 로라 베일리

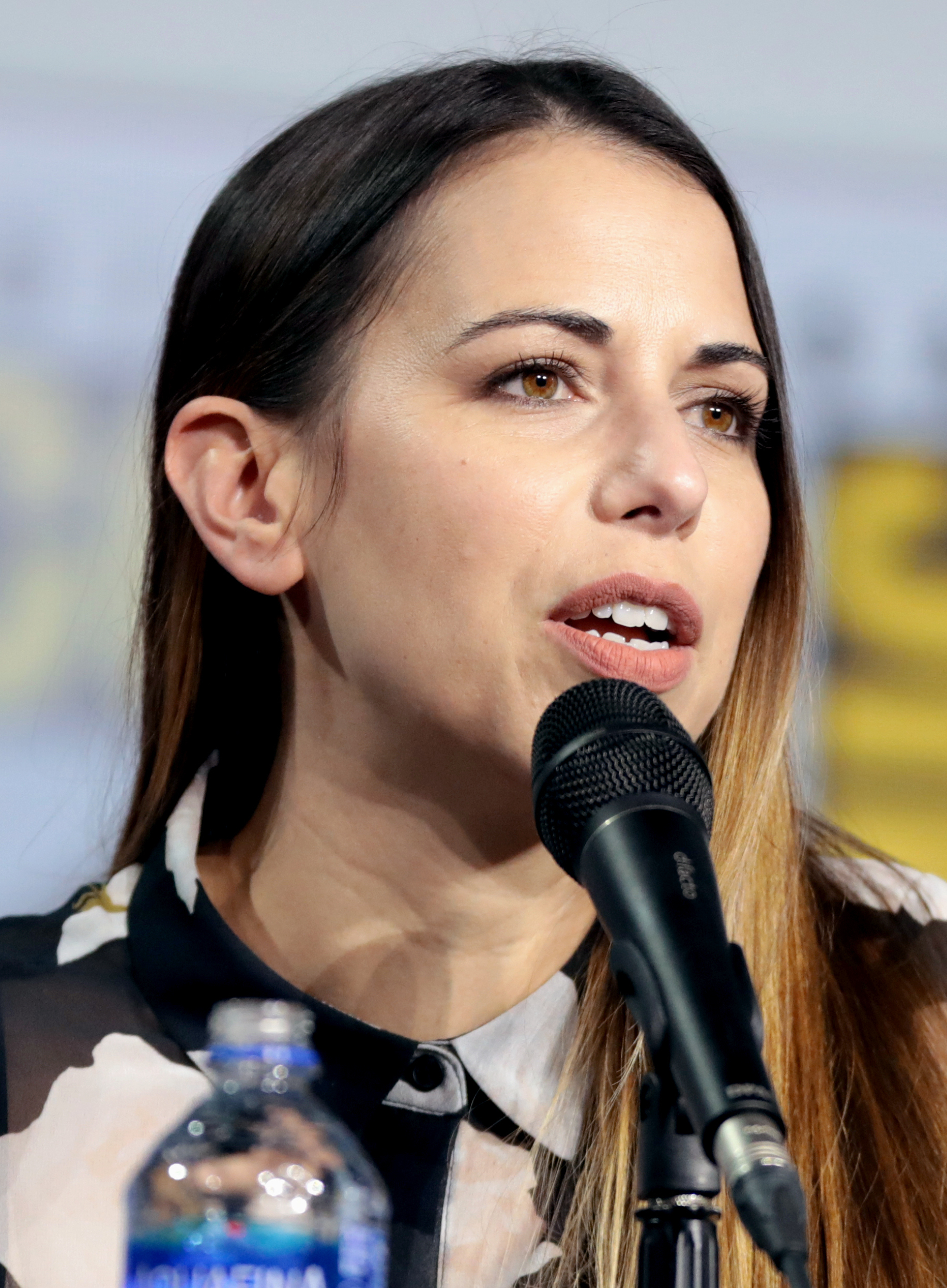
2019년 7월 모습

로라 베일리(Laura Bailey, 1981년 5월 28일 ~)는 미국의 성우이다.

## 참여 작품

### 일본 애니메이션
- 드래곤볼 Z
- 유유백서
- 후르츠 바스켓
- 키디 그레이드
- 명탐정 코난
- 강철의 연금술사 (애니메이션)
- 스파이럴 추리의 띠
- 건슬링거 걸
- 아이들의 장난감
- 바질리스크 ~코우가인법첩~
- 네가 바라는 영원
- 츠바사 -RESERVoir CHRoNiCLE-
- 스즈카 (만화)
- BECK (만화)
- 원피스 (만화)
- 스쿨럼블
- 나루토
- 클레이모어 (만화)
- 짱구는 못말려
- 코드기아스
- 헬싱
- 오란고교 호스트부
- DARKER THAN BLACK -흑의 계약자-
- 흑신
- 블리치 (애니메이션)
- 건슬링거 걸
- 몬스터 (만화)
- 뱀파이어 기사
- 소울 이터 (만화)
- 강철의 연금술사 BROTHERHOOD
- 결계사
- 케이온!
- 나루토 (애니메이션)
- TIGER & BUNNY
- 디지몬 크로스워즈
- 소울 이터 Not!
- 스마일 프리큐어!
- 후르츠 바스켓

### 일반 애니메이션
- 슈퍼 히어로 스쿼드
- 윙스 클럽
- 마블 코믹스 원작의 영화 작품 목록
- 어벤져스 어셈블
- 얼티밋 스파이더맨 (애니메이션)
- 레귤러 쇼
- 파워퍼프걸 (2016년 애니메이션)
- 릭 앤 모티
- 침착해! 스쿠비 두
- 스파이더맨 (2017년 애니메이션)
- 도날드 덕 가족의 모험
- 벤 10 (2016년 애니메이션)
- 가디언즈 오브 갤럭시 (애니메이션)
- 패밀리 가이
- 아메리칸 대드!

### 장편 영화
- 레지던트 이블: 디제너레이션
- 드래곤볼 Z: 신들의 전쟁
- 추억은 방울방울

### 텔레비전 영화
- 스페이스 침스: 자톡의 역습 3D
- 츠바사 -RESERVoir CHRoNiCLE-
- 케이온!
- 레고 배트맨 2: DC 슈퍼 히어로즈
- 배트맨 언리미티드: 동물적 본능
- 저스티스 리그 대 틴 타이탄스
- 극장판 마이 리틀 포니: 새로운 희망

### 비디오 게임
- 드래곤볼
- 월드 오브 워크래프트: 리치 왕의 분노
- 테일즈 오브 베스페리아
- 전장의 발큐리아
- 여신전생 페르소나 4
- 스트리트 파이터 IV
- 디시디아 파이널 판타지
- 마그나카르타 2
- 리그 오브 레전드
- 가면라이더 드래곤나이트
- 바이오하자드: 다크사이드 크로니클즈
- 사일런트 힐: 섀터드 메모리즈
- 파이널 판타지 XIII
- 커맨드 앤 컨커 4: 타이베리안 트와일라잇
- 니어 (비디오 게임)
- 여신전생 페르소나 3
- 폴아웃: 뉴 베가스
- 소닉 컬러즈
- 캐서린 (비디오 게임)
- 레지스탕스 3
- 마이트 앤 매직 히어로즈 VI
- 소닉 제너레이션즈
- 반지의 제왕: 북부 전쟁
- 세인츠 로우: 더 써드
- 스타워즈: 구공화국
- 파이널 판타지 XIII-2
- 레고 배트맨 2: DC 슈퍼 히어로즈
- 스트리트 파이터 X 철권
- 테일즈 오브 그레이세스
- 월드 오브 워크래프트: 판다리아의 안개
- 바이오하자드 6
- 레이튼 교수와 기적의 가면
- 헤일로 4
- 여신전생 페르소나 4
- 매스 이펙트 3
- 파이어 엠블렘 각성
- 기어스 오브 워: 저지먼트
- 바이오쇼크 인피니트
- 더 라스트 오브 어스 (비디오 게임)
- 세인츠 로우 IV
- 더 원더풀 101
- 룬 팩토리 4
- 레고 마블 슈퍼 히어로즈
- 배트맨: 아캄 오리진
- KNACK
- 라이트닝 리턴즈 파이널 판타지 XIII
- 마블 시네마틱 유니버스
- 인퍼머스 세컨드 선
- 더 울프 어몽 어스
- 디아블로 III: 영혼을 거두는 자
- 미들 어스: 섀도우 오브 모르도르
- 레고 배트맨 3: 비욘드 고담
- 월드 오브 워크래프트: 드레노어의 전쟁군주
- 드래곤 에이지: 인퀴지션
- 슈퍼 스매시브라더스 for 닌텐도 3DS/Wii U
- 왕좌의 게임: 어 텔테일 게임즈 시리즈
- 코드 네임 스팀
- 히어로즈 오브 더 스톰
- 배트맨: 아캄 나이트
- 매드 맥스 (2015년 비디오 게임)
- 메탈 기어 솔리드 V: 더 팬텀 페인
- 헤일로 5: 가디언즈
- 나루토 질풍전: 나루티밋 스톰 4
- 스트리트 파이터 V
- 언차티드 4: 해적왕과 최후의 보물
- 기어스 오브 워 4
- 인저스티스 2
- 언차티드: 잃어버린 유산
- 디시디아 파이널 판타지 NT
- 월드 오브 워크래프트: 격전의 아제로스
- 스파이더맨 (2018년 비디오 게임)
- 월드 오브 파이널 판타지
- 슈퍼 스매시브라더스 얼티밋
- 데이즈 곤
- 마블 얼티밋 얼라이언스 3: 블랙 오더
- 캐서린 (비디오 게임)
- 기어스 5
- 도타 2
- 더 라스트 오브 어스 파트 II
- 마블 어벤져스
- 니어 (비디오 게임)
- 콜 오브 듀티: 뱅가드

### 실사 작품
- 시티 레인져
- 미스터 브룩스
- 원 트리 힐
- 더 라스트 오브 어스 (드라마)